# Családi Könyvtár
A Családi Könyvtár a „Családi Könyvtár” Vállalat kiadásban Győrben 1916-ban megjelent szépirodalmi könyvsorozat, amely a következő köteteket tartalmazta:
- 1. Erdős Renée–Sik Sándor-Harsányi Lajos: Legendák. 30 l.
- 2. Domonkos István: A muszka pipa. Elbeszélések. 30 l.
- 3. Harsányi Lajos: „O beata Ungheria!” Versek. 31 l.
- 4. L’Ermite Pierre: A gyáva. Elbeszélések. Franciából ford.: Rada István. 31 l.
- 5. Pokorny Margit: Az aranykrajcár és három más história. 31 l.
- 6. Bodnár Gáspár: Békében és háborúban. Elbeszélések. 35 l.
- 7. Sik Sándor: Salamon király gyűrűje. Misztérium 1 felv. 28 l.
- 8. Németh István: Kiáltás az Úrhoz. Versek. 31 l.
- 9. Tarczai György: A jeruzsálemi özvegy. Elbeszélés. 35 l.
- 10. Törökné Kovács Hermin: A harang és egyéb elbeszélések. 34 l.
- 11. Izsóf Alajos: Keneteid illata nyomán. Szentföldi útleírás. 39 l.
- 12. Nyírségi: Magyarok a Tiszahátról. Háborus novellák. 39 l.
- 13. Holland F. A.: Szent Ferenc-legendák. Ford.: Pokorny Margit. 28 l.
- 14. Blaskó Mária: Glóriás kereszt. Elbeszélés. – Szűz Mária dícsérete. Énekes színmű 1 élőképpel. 43 l.
- 15. Pokorny Margit: Csitayné nagyasszony. – A kis legioner. 2 elbeszélés. 30 l.